# Gladiatori Roma
L'A.S.D. Gladiatori Roma è una squadra italiana di football americano di Roma.
Fondata nel 1973, è tra le più antiche società di tale disciplina in Italia. Vanta tre partecipazioni al Superbowl italiano.

## Storia
Il 19 febbraio 1973 nascono i Roman Gladiators da un'idea di Bob Kap, che ha l'ambizione di creare con la IFL (Intercontinental Football League) un'alternativa alla NFL, e Bruno Beneck, Presidente della FIBS. Nel 1977 Beneck organizza il Torneo di Viareggio con 4 squadre provenienti da basi della NATO e un grande successo di pubblico (12.000 spettatori per la sola partita inaugurale).
Nel 1978, Marcello Loprencipe insieme al suo amico, Gianfranco Calistri, si rivolgono a Beneck con lo scopo di creare un valido movimento agonistico a Roma. Gli originari colori rosso e oro vengono sostituiti dal blu e argento. Con il 1979 il movimento romano si allarga al punto di poter realizzare altre tre squadre: Lupi, Tori e Diavoli. Nasce la prima lega di football americano in Italia, la Lega Italiana Football (LIF). I Gladiatori si presentano al pubblico televisivo grazie ad una rete privata romana, e i loro incontri vengono commentati dal giornalista sportivo Mario Mattioli.

### 1979-1988: Gli anni blu-argento
A Castel Giorgio, in provincia di Terni, la LIF concepisce il primo stadio in Europa per il football americano, grazie all'opera del sindaco Giuseppe Calistri ed all'attiva collaborazione del nipote Gianfranco Calistri, membro della Lega Italiana Football, che ottenne il finanziamento dalla Cassa depositi e prestiti destinato alla realizzazione dello stadio. Siamo nel 1980: prende il via il 1º Campionato Italiano. I Gladiatori deludono e sono ultimi.
1981: 2º Campionato Italiano LIF. I Gladiatori stravincono, lasciando a zero punti gli avversari in tutti gli incontri. A luglio ben 20 giocatori formano la base per la Selezione Nazionale LIF che a Castel Giorgio affronta l'allora Germania Ovest nel primo incontro mai disputato in Europa tra due nazionali.
Il 1982 è l'anno della diaspora: solo i Gladiatori restano con Beneck; Lupi (Grizzlies Roma), Tori (Tauri Torino) e Diavoli (Falchi Modena) confluiscono nell'AIFA di Gionni Colombo, che si afferma quale unica federazione. Con il 1983 Beneck abbandona il football ed i Gladiatori, ai quali viene anche negata la possibilità di disputare il campionato AIFA. Vengono giocati solo tornei e partite amichevoli. Nel 1984 i Gladiatori sono finalmente ammessi a disputare il Campionato Italiano, ma deludono perdendo tutti gli incontri e retrocedono in serie B.
1985: i Gladiatori vincono 9 incontri su 10 nella regular season, superano i Saints Padova in semifinale e perdono il Silverbowl 12-14 contro i Vikings Legnano. La difesa è la migliore del campionato, la squadra torna in serie A,
Nel 1986 approdano ai playoffs con un record di 6-4, e vengono battuti nei quarti di finale dai futuri Campioni d'Italia dei Warriors Bologna. In controtendenza invece il 1987: falliscono i playoff con un record negativo di 4-7-1, nonostante la 6^ difesa in assoluto in Italia. La squadra Under 20 giunge ai playoff e viene sconfitta in semifinale.
1988: è il primo anno di un giovanissimo Bobby Davis. Si arriva ai playoff con un record di 6-5-1. Nei quarti giunge la sconfitta di Legnano ad opera dei Frogs, poi Campioni d'Italia: è questo l'ultimo incontro disputato in carriera da Marcello Loprencipe, di cui l'anno dopo verrà ritirata la maglia nº 14 dal roster. L'Under 20 è nuovamente ai playoffs, sconfitta in semifinale.

### 1989-1999: Gli anni giallo-rosso
Tornano sulle casacche i colori originari pensati da Beneck e Kap: è il 1989. La regular season si chiude sull'8-4. Quindi i quarti di finale vinti a Milano sui Seamen e la nota vicenda delle sentenze del Giudice Sportivo. Comunque sia, in semifinale a Padova vincono i Saints, poi i Frogs mettono tutto a posto vincendo il campionato. L'attacco è nettamente il migliore della serie A, e ancora una volta l'Under 20 centra i playoff ed è semifinalista.
Nel 1990 si va ancora ai playoff con 6 vittorie su 10 gare disputate. Nei quarti, stop ad opera dei Rhinos Milano, poi Campioni d'Italia. E per l'ennesima volta l'Under 21 viene sconfitta in semifinale. L'anno dopo, 1991, record di 6-4 e sconfitta nei quarti contro i Phoenix S. Lazzaro, poi finalisti. L'Under 21 giunge imbattuta allo Youngbowl, ma viene sconfitta dai pari età dei Frogs Legnano. 1992: di nuovo ai playoff con un record di 8-4. I quarti di finale vengono vinti dai Lions Bergamo, che saranno poi finalisti. Ben 11 Gladiatori vengono convocati per l'All Star Game, e la squadra chiude con la 1ª difesa assoluta del Campionato. Per la prima volta in 6 stagioni l'Under 21 non raggiunge le semifinali, fermandosi agli ottavi.
1993: è l'anno del ventennale, celebrato con una vittoria a Roma contro i Pantheras Madrid. Primi in regular season (8-1-1), ai playoffs i Gladiatori superano i Phoenix 51-39 e poi i Frogs 31-26, giungendo al Superbowl di Telgate. Privi di Nate Harris (che non viene sostituito), perdono con i padroni di casa dei Lions 48-39. Avranno il migliore attacco e la miglior difesa di quel campionato. L'Under 20 approda allo Youngbowl, ma è battuta in finale a Marino 7-6 dai Lions Bergamo.
1994: la stagione si chiude 5-5 con la miglior difesa del campionato, la vittoria ai playoffs sui Giaguari Torino 42-31 e la sconfitta in semifinale 50-43 ad opera dei Frogs poi vincitori del Superbowl. Riescono a perdere l'ennesima finale in Coppa Italia contro i Frogs (25-24). Ancora uno Youngbowl raggiunto e perso di un punto (7-6 contro i Lions). 1995: ancora primi in regular season (10-2). Ai playoffs vittorie con Aquile Ferrara (41-8) e Phoenix S. Lazzaro (25-20). Al Superbowl di Cesenatico, Gladiatori sconfitti dai Frogs per 32 a 26. A Roma, alla terza finale consecutiva, l'Under 20 vince lo Youngbowl superando i Phoenix 14-6 dopo quattro overtimes infiniti. 1996: stagione travagliata, con l'esonero del coaching staff originale e record finale di 7-5. Nonostante questo, vittorie ai playoffs con Giaguari (35-28) e miracolo a Verdello contro i favoritissimi Blackhawks Cernusco (21-19).
Terzo Superbowl raggiunto e terza sconfitta ad Ancona contro i Phoenix per 25-20. In Eurocup i Gladiatori perdono di un punto con i Graz Giants (Austria). Quarto Youngbowl consecutivo per l'Under 20, ancora una volta battuta per un punto dai Phoenix 7-6. 1997: in campionato finisce 6-4, e ai playoffs sono i Frogs a prevalere 7-6. In EFAF Cup i Gladiatori raggiungono la finale, dopo aver vinto il primo turno a tavolino contro gli Argonautes d'Aix-en-Provence (Francia), ed il secondo contro i favoritissimi Munich Cowboys. In finale a Roma sono i Paris Flash a prevalere. L'Under 20 dopo 4 finali consecutive, si ferma “solo” ai playoffs. 1998: è la peggior stagione dal 1984, con un record finale di 2-8. Per la prima volta dopo 11 anni i Gladiatori non disputano playoffs. Anche l'Under 20 non giunge ai playoffs, dopo averli giocati per 11 anni di fila e aver partecipato a 5 Youngbowl. 1999: i Gladiatori conquistano l'Italianbowl con 4 vittorie e 2 sconfitte in regular season e dopo aver superato i Tigers Torino e le Aquile Ferrara in finale. Eliminati dai Dolphins Ancona in un incontro che vedeva una squadra con soli italiani opposta ad una “imbottita” di stranieri ed oriundi.

### Anni 2000
2003: 30 anni dalla fondazione. Muore Bruno Beneck, fondatore e primo presidente, ed uno dei padri del football in Italia. Per vicende legate a trasferimenti negati, o meglio a ritorni di giocatori “a casa”, la squadra non può partecipare al Campionato e si limita a disputare la partita celebrativa del Trentennale contro i Muli Trieste ed una gara amichevole con i semipro americani dei USA Gladiators. L'Under 20 ritorna sulle scene con un record di 0,250 raccogliendo una vittoria e tre sconfitte. 2004: è l'anno del ritorno sulle scene che contano, con i playoffs mancati all'ultima giornata ed un record di 3-5. L'Under 20, inserita in un girone di ferro, si ferma a 2-4 migliorando il record del 2003. I Gladiatori tornano ai playoffs nel 2005 nonostante due contestatissime sconfitte a tavolino, al termine di un'emozionante partita-spareggio di regular season in trasferta contro i Panthers Parma, quando ribaltano nei minuti finali un incontro che li vedeva sotto di dieci punti andando a vincere 22-24. Il loro cammino si arresta però a casa dei Giants Bolzano, dove vengono sconfitti 14-7. Il 2006 segna invece un passo indietro nella storia della squadra, con un campionato terminato 2-6: le due sole vittorie vengono ottenute nelle stracittadine contro i Marines Lazio. Nel 2007 malumori e frizioni all'interno della squadra portano la dirigenza a decidere un punto di svolta e la rifondazione del team a partire dalla ossatura della giovanile, integrata con alcuni dei veterani rimasti sotto il simbolo del gladiatore. La squadra si autoretrocede disputando il campionato di serie B nel girone Sud: dopo essersi qualificati per la finale di Girone (Paolo Caccamo Bowl) come secondi classificati, i Gladiatori compiono l'impresa sconfiggendo in casa loro gli imbattuti Eagles Salerno 16-13; accedono così alle semifinali nazionali dove vengono sconfitti da un'altra squadra "storica" del football italiano, gli Angels Pesaro. Nel 2008 i Gladiatori tornano in Serie A nell'ultimo anno di vita della NFLI, con scarsa fortuna.
Nel 2009 la fine di NFLI provoca un vuoto di potere che porta all'ennesima diaspora nel football italiano. Nascono due leghe, la FIDAF e la FIF. Con strategie e visioni diverse riguardo allo sport del football americano, ma entrambe con l'obiettivo di affiliazione al CONI. I Gladiatori aderiscono alla seconda diventandone anche, per breve tempo, una preminente componente dirigenziale. La frammentazione del movimento e la contemporanea nascita di nuove realtà romane, oltre al ritorno sul palcoscenico di nomi gloriosi del football del passato, non permette una vera crescita della squadra, che trascorre due campionati in FIF senza infamia e senza lode giungendo alla wild card il primo anno e chiudendo all'ultimo posto nel 2010. Questo risultato induce la dirigenza ad un nuovo stop, che stavolta sembra definitivo anche a causa della crisi economica che si riflette pesantemente anche sullo sport. Durante il 2011 molti atleti e dirigenti praticano con altre società romane, ma alla fine della stagione alcuni di loro decidono di ricostituire, su nuove basi, la squadra giallorossa.

### Un nuovo inizio
Nel 2012, evitando il passo più lungo della gamba, dopo aver aggregato intorno alla società dirigenti e tecnici storici, i Gladiatori Roma vengono iscritti all'Arena League (CIF9) della FIDAF. La prima stagione si conclude in modo tutto sommato positivo, nonostante le molte difficoltà organizzative incontrate: la squadra arriva terza nel suo girone ed accede alla wild card che viene disputata a Grosseto contro i Condor. I Gladiatori restano in partita fino all'intervallo, poi il migliore organico e la migliore organizzazione tecnica dei Maremmani ha la meglio. Nel 2013, al loro secondo anno in CIF9, i Gladiatori conseguono un risultato al di là di ogni aspettativa: con una squadra giovane e ricca di talento naturale, concludono il loro girone imbattuti, e conquistano la testa di serie nº 1 della South Conference. Saltato il primo turno di playoffs (wild card), incontrano e battono i rivali di girone dei Black Hammers Ostia dopo una intensa battaglia difensiva per 3-0. Nella semifinale se la devono vedere con gli Eagles Salerno, che vengono battuti 21-12. Accedono alla Finale della South Conference dove incontrano i Red Jackets Lunigiana: la maggiore esperienza degli avversari ha la meglio, e i Gladiatori escono sconfitti per 33-42, disputando però la loro migliore stagione - come risultato finale - dai tempi del loro ultimo Superbowl (1996).

### I Pretoriani
Dalla collaborazione con i concittadini Barbari Roma Nord, è nata la squadra dei Pretoriani Roma che ha disputato la Seconda Divisione FIDAF 2018 quale erede dei due team storici, partecipando al XXV Silver Bowl e classificandosi seconda.

## Dettaglio stagioni

### Tornei nazionali

#### Campionato

##### LIF/Serie A/Serie A1/Golden League
| Stagione | regular season | regular season | regular season | regular season | regular season | regular season | playoff | playoff | playoff | playoff | playoff | playoff          | playoff             |
|          | Vin            | Par            | Per            | Tot            | PF             | PS             | Vin     | Per     | Tot     | PF      | PS      | risultato        | avversaria          |
| -------- | -------------- | -------------- | -------------- | -------------- | -------------- | -------------- | ------- | ------- | ------- | ------- | ------- | ---------------- | ------------------- |
| 1980     | 0              | 1              | 5              | 6              | 24             | 88             | -       | -       | -       | -       | -       | -                | -                   |
| 1984     | 0              | 0              | 10             | 10             | 22             | 516            | -       | -       | -       | -       | -       | -                | -                   |
| 1986     | 6              | 0              | 4              | 10             | 145            | 140            | 0       | 1       | 1       | 6       | 56      | Ottavi di finale | Warriors Bologna    |
| 1987     | 4              | 1              | 7              | 12             | 79             | 123            | -       | -       | -       | -       | -       | -                | -                   |
| 1988     | 6              | 1              | 5              | 12             | 180            | 157            | 0       | 1       | 1       | 7       | 42      | Ottavi di finale | Frogs Legnano       |
| 1989     | 7              | 0              | 5              | 12             | 356            | 276            | 1       | 1       | 2       | 29      | 15      | Quarti di finale | Seamen Milano       |
| 1990     | 7              | 0              | 5              | 12             | 373            | 317            | 1       | 1       | 2       | 51      | 54      | Quarti di finale | Frogs Legnano       |
| 1991     | 6              | 0              | 3              | 9              | 269            | 265            | 0       | 1       | 1       | 27      | 32      | Quarti di finale | Phoenix San Lazzaro |
| 1992     | 8              | 0              | 4              | 12             | 240            | 123            | 0       | 1       | 1       | 29      | 31      | Quarti di finale | Lions Bergamo       |
| 1993     | 8              | 1              | 1              | 10             | 339            | 172            | 2       | 1       | 3       | 126     | 108     | Superbowl        | Lions Bergamo       |
| 1994     | 5              | 0              | 5              | 10             | 193            | 189            | 1       | 1       | 2       | 85      | 81      | Semifinale       | Frogs Legnano       |
| 1995     | 10             | 0              | 2              | 12             | 426            | 179            | 2       | 1       | 3       | 92      | 60      | Superbowl        | Frogs Legnano       |
| 1996     | 7              | 0              | 5              | 12             | 338            | 214            | 2       | 1       | 3       | 76      | 74      | Superbowl        | Phoenix Bologna     |
| 1997     | 6              | 0              | 4              | 10             | 187            | 179            | 0       | 1       | 1       | 6       | 7       | Wild Card        | Frogs Legnano       |
| 1998     | 2              | 0              | 8              | 10             | 99             | 245            | -       | -       | -       | -       | -       | -                | -                   |
| 1999     | 4              | 0              | 2              | 6              | 113            | 79             | 2       | 1       | 3       | 35      | 38      | Wild Card        | Dolphins Ancona     |
| 2004     | 3              | 0              | 5              | 8              | 154            | 169            | -       | -       | -       | -       | -       | -                | -                   |
| 2005     | 3              | 0              | 5              | 8              | 83             | 149            | 0       | 1       | 1       | 7       | 14      | Wild Card        | Giants Bolzano      |
| 2006     | 2              | 0              | 6              | 8              | 101            | 214            | -       | -       | -       | -       | -       | -                | -                   |
| Totale   | 94             | 4              | 91             | 189            | 3691           | 3794           | 11      | 13      | 24      | 576     | 612     |                  |                     |

Fonti: Enciclopedia del Football - A cura di Roberto Mezzetti

##### LIF
Questo torneo svolto durante un periodo di scissione federale - pur essendo del massimo livello della propria federazione - non è considerato ufficiale.
| Stagione | regular season | regular season | regular season | regular season | regular season | regular season | playoff | playoff | playoff | playoff | playoff | playoff   | playoff    |
|          | Vin            | Par            | Per            | Tot            | PF             | PS             | Vin     | Per     | Tot     | PF      | PS      | risultato | avversaria |
| -------- | -------------- | -------------- | -------------- | -------------- | -------------- | -------------- | ------- | ------- | ------- | ------- | ------- | --------- | ---------- |
| 1981     | 3              | 0              | 0              | 3              | 68             | 0              | -       | -       | -       | -       | -       | Campioni  | -          |
| Totale   | 3              | 0              | 0              | 3              | 68             | 0              | -       | -       | -       | -       | -       |           |            |

Fonti: Enciclopedia del Football - A cura di Roberto Mezzetti

##### Serie A NFLI/Golden League FIF
A seguito dell'ingresso di FIDAF nel CONI questi tornei - pur essendo del massimo livello della loro federazione - non sono considerati ufficiali.
| Stagione | regular season | regular season | regular season | regular season | regular season | regular season | playoff | playoff | playoff | playoff | playoff | playoff   | playoff       |
|          | Vin            | Par            | Per            | Tot            | PF             | PS             | Vin     | Per     | Tot     | PF      | PS      | risultato | avversaria    |
| -------- | -------------- | -------------- | -------------- | -------------- | -------------- | -------------- | ------- | ------- | ------- | ------- | ------- | --------- | ------------- |
| 2008     | 1              | 0              | 7              | 8              | 8              | 265            | -       | -       | -       | -       | -       | -         | -             |
| 2009     | 4              | 0              | 6              | 10             | 108            | 223            | 0       | 1       | 1       | 16      | 21      | Wild Card | Frogs Legnano |
| 2010     | 2              | 0              | 6              | 8              | 88             | 166            | -       | -       | -       | -       | -       | -         | -             |
| Totale   | 7              | 0              | 19             | 26             | 204            | 654            | 0       | 1       | 1       | 16      | 21      |           |               |

Fonti: Enciclopedia del Football - A cura di Roberto Mezzetti

##### Serie B (secondo livello)/Seconda Divisione
| Stagione | regular season | regular season | regular season | regular season | regular season | regular season | playoff | playoff | playoff | playoff | playoff | playoff          | playoff          |
|          | Vin            | Par            | Per            | Tot            | PF             | PS             | Vin     | Per     | Tot     | PF      | PS      | risultato        | avversaria       |
| -------- | -------------- | -------------- | -------------- | -------------- | -------------- | -------------- | ------- | ------- | ------- | ------- | ------- | ---------------- | ---------------- |
| 1985     | 9              | 0              | 1              | 10             | 245            | 32             | 1       | 1       | 2       | 27      | 21      | Silverbowl       | Vikings Bollate  |
| 2016     | 4              | 0              | 4              | 8              | 181            | 158            | -       | -       | -       | -       | -       | -                | -                |
| 2017     | 5              | 0              | 3              | 8              | 160            | 122            | 1       | 1       | 2       | 41      | 45      | Quarti di finale | Warriors Bologna |
| Totale   | 18             | 0              | 8              | 26             | 586            | 312            | 2       | 2       | 4       | 68      | 66      |                  |                  |

Fonti: Enciclopedia del Football - A cura di Roberto Mezzetti

##### Serie B (terzo livello)/Terza Divisione
| Stagione | regular season | regular season | regular season | regular season | regular season | regular season | playoff | playoff | playoff | playoff | playoff | playoff              | playoff             |
|          | Vin            | Par            | Per            | Tot            | PF             | PS             | Vin     | Per     | Tot     | PF      | PS      | risultato            | avversaria          |
| -------- | -------------- | -------------- | -------------- | -------------- | -------------- | -------------- | ------- | ------- | ------- | ------- | ------- | -------------------- | ------------------- |
| 2007     | 3              | 0              | 3              | 6              | 154            | 145            | 1       | 1       | 2       | 16      | 55      | Semifinale           | Angels Pesaro       |
| 2012     | 3              | 0              | 3              | 6              | 86             | 68             | 0       | 1       | 1       | 7       | 28      | Wild Card            | Condor Grosseto     |
| 2013     | 6              | 0              | 0              | 6              | 189            | 32             | 2       | 1       | 3       | 57      | 54      | Finale di conference | Red Jackets Sarzana |
| 2014     | 2              | 0              | 4              | 6              | 67             | 79             | -       | -       | -       | -       | -       | -                    | -                   |
| 2015     | 4              | 0              | 2              | 6              | 138            | 91             | 1       | 1       | 2       | 28      | 56      | Quarti di conference | Veterans Grosseto   |
| Totale   | 18             | 0              | 12             | 30             | 634            | 415            | 4       | 4       | 8       | 108     | 193     |                      |                     |

Fonti: Enciclopedia del Football - A cura di Roberto Mezzetti

### Tornei internazionali

#### FED Cup
| Stagione | regular season | regular season | regular season | regular season | regular season | regular season | playoff | playoff | playoff | playoff | playoff | playoff   | playoff               |
|          | Vin            | Par            | Per            | Tot            | PF             | PS             | Vin     | Per     | Tot     | PF      | PS      | risultato | avversaria            |
| -------- | -------------- | -------------- | -------------- | -------------- | -------------- | -------------- | ------- | ------- | ------- | ------- | ------- | --------- | --------------------- |
| 1997     | 1              | 0              | 0              | 1              | 23             | 20             | 0       | 1       | 1       | 7       | 28      | Finale    | Flash de La Courneuve |
| Totale   | 1              | 0              | 0              | 1              | 23             | 20             | 0       | 1       | 1       | 7       | 28      |           |                       |

Fonti: Enciclopedia del Football - A cura di Roberto Mezzetti

## Palmarès
| - 1980 1º Campionato Italiano LIF: quarti classificati (0-5-1) - 1981 2º Campionato Italiano LIF: primi classificati (3-0) - 1982-83 non ha disputato campionati - 1984 Serie A 6º posto Girone Centro (0-10): retrocessi in Serie B - 1985 Serie B 1º posto Girone Centro-Sud (9-1): finalisti al Silverbowl (vs Vikings Legnano 14-15) - 1986 Serie A 3º posto Girone Centro (6-4) Ottavi di finale (@ Warriors Bologna 6-56) - 1987 Serie A 5º posto Girone C (4-7) - 1988 Serie A1 3º posto Girone Sud (6-5-1) Ottavi di finale (@ Frogs Gallarate 7-42) - 1989 Serie A1 4º posto Girone B (7-5) Quarti di finale (@ Seamen Milano 0-8 a tavolino) - 1990 Serie A1 2º posto Girone B (7-5) Quarti di finale (@ Frogs Legnano 24-42) - 1991 Serie A1 2º posto Girone B (6-3) Quarti di finale (vs Phoenix San Lazzaro 27-32) - 1992 Serie A1 2º posto Girone B (8-4) Quarti di finale (@ Lions Bergamo 29-31) - 1993 Serie A1 1º posto Girone B (8-1-1) Superbowl XIII (@ Lions Bergamo 39-48) - 1994 Serie A1 2º posto Girone B (5-5) Semifinali (@ Frogs Legnano 43-50) - 1995 Golden League 1º posto Girone B (10-2) Superbowl XV (@ Frogs Legnano 26-32) - 1996 Golden League 2º posto Girone B (7-5) Superbowl XVI (vs Phoenix San Lazzaro 20-25) - 1997 Golden League 3º posto Girone Est (6-4) Quarti di Finale (@ Frogs Legnano 6-7) - 1998 Golden League 3º posto Girone C (2-8) - 1999 Golden League 1º posto Italian Conference (4-2) Quarti di finale (@ Dolphins Ancona 9-26) - 2000-03 non ha disputato campionati - 2004 Serie A 6º posto (3-5) - 2005 Serie A 6º posto (3-5) Quarti di Finale (@ Giants Bolzano 7-14) - 2006 Serie A1 6º posto (2-6) - 2007 Serie B 2º posto Girone Sud (3-3): Vincitori Paolo Caccamo Trophy - Semifinali (@ Angels Pesaro 0-42) - 2008 Serie A 4º posto Girone Centro (1-7) - 2009 Golden League FIF 5º posto (4-6) Wild Card (@ Frogs Legnano 15-21) - 2010 Golden League FIF 4º posto (2-6) - 2011 non ha disputato campionati - 2012 FIDAF CIF9 - South Conference - 3º posto Girone E (3-3) Wild Card (@ Condor Grosseto 7-28) - 2013 FIDAF CIF9 - South Conference - 1º posto Girone C (6-0) South Conference Final (vs Red Jackets Lunigiana 33-42) Fonti: Enciclopedia del Football - A cura di Roberto Mezzetti, Campionato Italiano Football a 9 |

## Hall Of Fame
Della Hall of Fame fanno parte tutti coloro i quali abbiano contribuito in maniera indelebile a scrivere la storia dei Gladiatori: atleti, allenatori e dirigenti. Per l'ingresso degli atleti nella Hall of Fame si richiedono almeno due anni dall'abbandono dell'attività agonistica.
L'ingresso nella Hall of Fame viene ufficialmente celebrato di anno in anno in occasione del memorial Bruno Beneck.
| Nome                     | Classe | Ruolo                    |
| Bruno Beneck             | 2003   | Presidente               |
| Bobby Davis              | 2003   | Runningback              |
| Massimo Iacarelli        | 2004   | Dirigente                |
| Marcello Loprencipe      | 2004   | Quarterback              |
| Carl Mobley              | 2004   | Linebacker               |
| Francesco Evangelisti    | 2005   | Cornerback               |
| Massimiliano Impallomeni | 2005   | Linebacker/Allenatore    |
| Luca Giambelli           | 2006   | Wide Receiver/Allenatore |
| Enrico Santoro           | 2007   | Dirigente                |
| Alessandro Zehnder       | 2007   | Dirigente/Presidente     |